# Traubenstieliger Sklerotienrübling
Der Traubenstielige Sklerotienrübling (Dendrocollybia racemosa, Syn. Collybia racemosa und Microcollybia racemosa) ist die einzige Pilzart der Gattung Dendrocollybia.

## Merkmale

### Makroskopische Merkmale
Die Art bildet wie die Zwergrüblinge (Collybia s. str.) kleine, in Hut und Stiel gegliederte Fruchtkörper. Charakteristisch und namensgebend sind die stecknadelartig gestielt-kopfigen Seitensprosse am Stiel. Der Hut erreicht einen Durchmesser von 3 bis 12 mm. Er ist weißlich grau bis grau, zur Mitte hin dunkler gefärbt und besitzt oft einen deutlichen Buckel. Die Oberfläche ist in der Mitte kahl; zum Rand hin angedrückt seidig-faserig. In einigen Fällen kann der Hut auch stark reduziert sein oder fehlen.
Die dünnen Lamellen stehen gedrängt, sind angewachsen und weißlich grau bis schokoladenbraun gefärbt. Der zylindrische Stiel ist biegsam und wird 2–6(–10) cm lang sowie 0,1–0,5 mm breit. Er ist fahlbraun, orange-, rot- bis dunkelbraun gefärbt. Die Seitenzweige besitzen teilweise weiße Köpfchen, die rudimentäre Hüte darstellen. Deren Hyphen schnüren Konidien ab. Sie sind ebenfalls inamyloid und besitzen einen granulierten Inhalt. Die Verzweigungen sind dicht mit Sklerotien besetzt. Diese sind von schwarzer Farbe, kugelig geformt und 2 bis 7 mm breit. Das Sporenpulver ist weiß.

### Mikroskopische Merkmale
Die Sporen sind ellipsoid und messen 4 bis 6 (6,5) mal 2 bis 3 µm. Sie sind dünnwandig und inamyloid. Die Basidien sind schmal keulenförmig, viersporig und messen 16 bis 22 mal 3,5 bis 4,5 µm. Die Huthaut wird aus dünnen radial liegenden Hyphen gebildet. Sie sind 2 bis 4 µm dick und mit grauen Pigmenten schwach inkrustiert. Zystide fehlen, Schnallen sind vorhanden. Die Konidien sind hyalin und 7 bis 13 mal 3 bis 5,5 µm groß. Sie sind langellipsoid oder subtriangulär, oft gebogen und besitzen eine abgerundete Erweiterung an der Basis.

## Artabgrenzung
Der Traubenstielige Sklerotienrübling ist durch seine zahlreichen auffälligen Verästelungen am Stiel gut gekennzeichnet. Bei anderen Arten, die ähnliche Eigenschaften aufweisen, wie z. B. das Käsepilzchen (Marasmius bulliardii), ist dieses Merkmal deutlich weniger auffällig ausgebildet. Die Arten der Gattung Collybia (Zwergrüblinge) wachsen ebenfalls oft auf alten Fruchtkörpern anderer Blätterpilze. Ihnen fehlen jedoch die Verzweigungen am Stiel.

## Ökologie
Der Traubenstielige Sklerotienrübling lebt als Saprobiont in Wäldern. Die Fruchtkörper erscheinen von Sommer bis Herbst einzeln oder in Gruppen auf alten Fruchtkörpern anderer Blätter- und Porenpilze. Dies sind vor allem Milchlinge und Täublinge aus der Verwandtschaft des Wolligen Milchlings (Lactarius vellereus) und des Dickblättrigen Schwärz-Täublings (Russula nigricans).

## Verbreitung
Der Traubenstielige Sklerotienrübling ist in der Holarktis verbreitet, wo er submeridional bis boreal anzutreffen ist Er zeigt jedoch kein geschlossenes Verbreitungsgebiet. Der Pilz ist in Nordamerika (USA) und Europa zu finden. In Europa reicht das Gebiet von England und den Niederlanden im Westen bis Polen und Tschechien im Osten sowie bis Italien und Rumänien im Süden und nordwärts bis Fennoskandinavien. In Deutschland gibt es nur wenige Nachweise.